# Säkerhetstjänst
Säkerhetstjänst eller säkerhetspolis kallas det organ i ett land som har till uppgift att insamla uppgifter om människor i det egna landet i syfte att skydda mot brott mot rikets inre säkerhet.
I Sverige är Säkerhetspolisen och delar av Försvarsstaben säkerhetstjänster.